# Ханс фон Лук
Ханс-Улрих фон Лук унд Витен (на немски: Hans-Ulrich von Luck und Witten), обикновено съкращаван на Ханс фон Лук (Hans von Luck), е полковник (Oberst) в германските въоръжени сили през Втората световна война. Служи в 7-а и 21-ва танкова дивизия, участвайки в акции в Полша, Франция, Северна Африка, Италия и Русия. Приближен на фелдмаршал Ервин Ромел. Автор е на книгата На върха на танковата атака.